# سیارک ۲۲۳۸۷۷
سیارک ۲۲۳۸۷۷ (به انگلیسی: 223877 Kutler، نامگذاری:2004TO367)۲۲۳۸۷۷مین سیارک کشف شده‌است که در ۱۵ اکتبر ۲۰۰۴ کشف شد.